# Fabrizio Bentivoglio
Pour les articles homonymes, voir Bentivoglio (homonymie).
Fabrizio Bentivoglio est un acteur et réalisateur italien né le 4 janvier 1957 à Milan.

## Biographie
En 1997, il incarne dans le drame noir Testimone a rischio de Pasquale Pozzessere le personnage de Pietro Nava (it), l'unique témoin oculaire de l'assassinat par la mafia du magistrat italien Rosario Livatino en 1990. Il reçoit pour ce rôle le David di Donatello du meilleur acteur la même année.

## Filmographie partielle

### Comme acteur
- 1981 : La Dame aux camélias de Mauro Bolognini
- 1982 : Meurtre au Vatican de Marcello Aliprandi
- 1983 : Le Corsaire de Franco Giraldi (Mini-série télévisée, 3 épisodes, 1983)
- 1985 : La donna delle meraviglie d'Alberto Bevilacqua
- 1986 : Salomé de Claude d'Anna
- 1989 : Marrakech Express de Gabriele Salvatores
- 1989 : Rébus (Rebus) de Massimo Guglielmi (it)
- 1990 : L'Air paisible de l'occident de Silvio Soldini
- 1990 : Italia-Germania 4-3 d'Andrea Barzini
- 1993 : Un'anima divisa in due de Silvio Soldini
- 1993 : La fin est connue (La fine è nota) de Cristina Comencini : Bernardo
- 1994 : Comme deux crocodiles (Come due coccodrilli), de Giacomo Campiotti : Gabriele
- 1995 : Un héros ordinaire de Michele Placido
- 1996 : Les Affinités électives des frères Taviani
- 1997 : Testimone a rischio de Pasquale Pozzessere
- 1997 : La Vie silencieuse de Marianna Ucria (Marianna Ucrìa) de Roberto Faenza
- 1998 : L'Éternité et Un Jour de Theodoros Angelopoulos
- 1998 : Del perduto amore de Michele Placido
- 1998 : Mots d'amour de Mimmo Calopresti
- 1999 : La Nourrice de Marco Bellocchio
- 1999 : Tipota (moyen-métrage) de lui-même
- 2000 : Denti de Gabriele Salvatores
- 2001 : Hotel de Mike Figgis
- 2002 : A cavallo della tigre de Carlo Mazzacurati
- 2003 : Souviens-toi de moi de Gabriele Muccino
- 2006 : L'Ami de la famille de Paolo Sorrentino
- 2006 : La terra de Sergio Rubini
- 2007 : Lascia perdere, Johnny! de lui-même
- 2007 : La giusta distanza de Carlo Mazzacurati
- 2010 : Una sconfinata giovinezza de Pupi Avati
- 2011 : Scialla! (Stai sereno) de Francesco Bruni
- 2014 : La sedia della felicità de Carlo Mazzacurati
- 2013 : Les Opportunistes (Il capitale umano'') de Paolo Virzì
- 2018 : Silvio et les Autres (Loro) de Paolo Sorrentino
- 2018 : Le Témoin invisible (Il testimone invisibile) de Stefano Mordini
- 2019: Le Nom de la rose (TV série) comme Rémigio de Varragine
- 2020 : L'Incroyable histoire de l'Île de la Rose (L'incredibile storia dell'Isola delle Rose) de Sydney Sibilia
- 2022 : Settembre de Giulia Steigerwalt : Guglielmo

### Comme réalisateur
- 1999 : Tipota (moyen-métrage)
- 2007 : Lascia perdere, Johnny!

## Récompenses et distinctions
- David di Donatello 2021 : Meilleur acteur dans un second rôle pour L'Incroyable Histoire de l'Île de la Rose